# Murasaki Shikibu

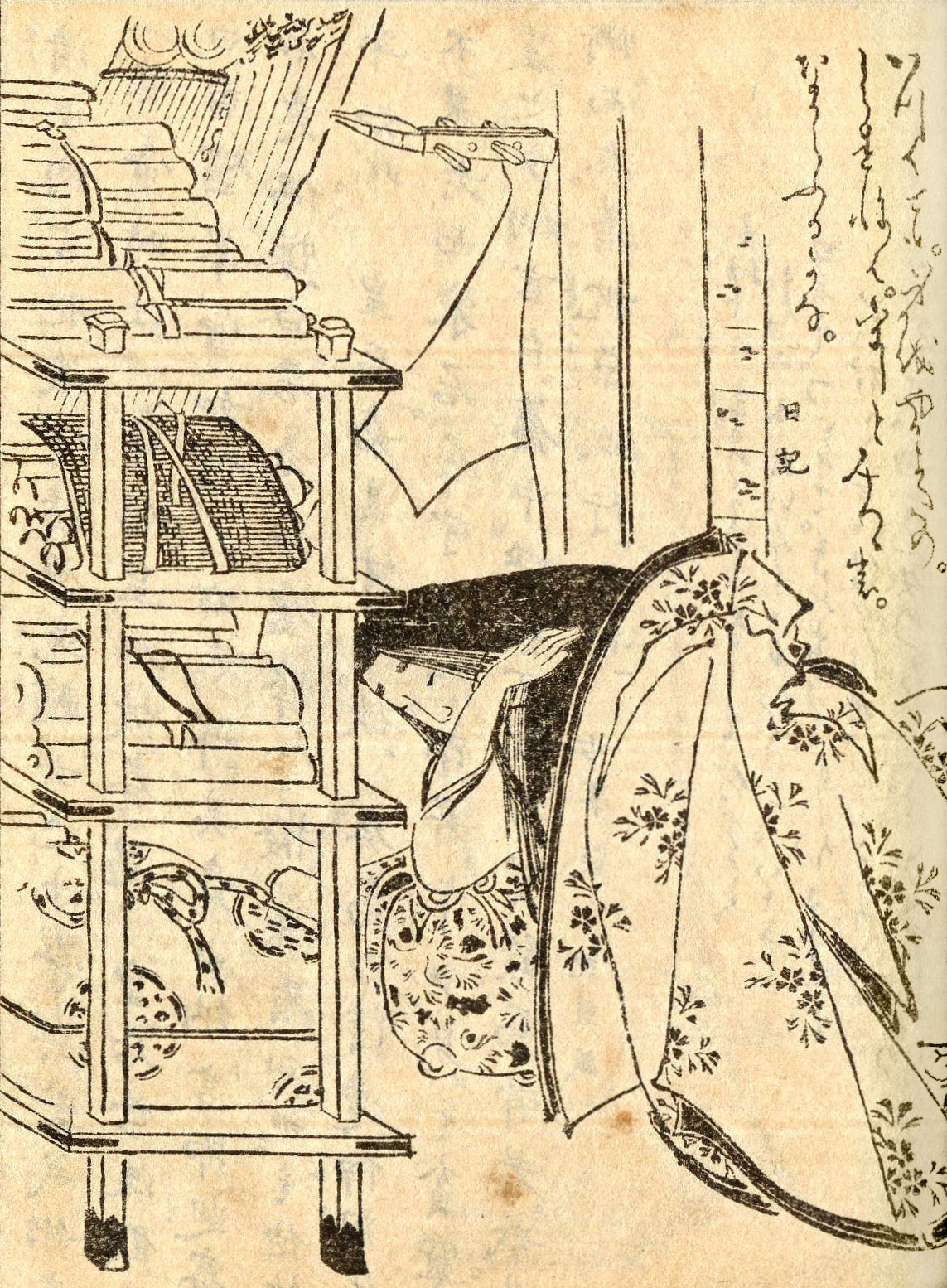
Murasaki Shikibu

Murasaki Shikibu (紫式部, n. anii 970 d.Hr., Heian-kyō⁠(d), Prefectura Kyoto, Japonia – d. secolul al XI-lea, Heian-kyō⁠(d), Prefectura Kyoto, Japonia) a fost o scriitoare japoneză, autoarea romanului medieval Genji Monogatari scris în epoca Heian, în jurul anului 1000 d.H. 

## Date biografice
Nu se cunoaște adevăratul ei nume. Tatăl ei se numea Fujiwara no Tametochi și era un învățat din Kioto; el s-a ocupat de educația fiicei sale, care și-a dezvoltat talentul de scriitoare. Ea a devenit chiar mai inteligentă decât fratele ei mai mare, spre disperarea tatălui, care s-a întrebat întotdeauna de ce aceasta nu s-a născut băiat.
Fetele în vremea ei aveau mai greu acces la o educație aleasă. Ea s-a căsătorit la 22 de ani cu Fujiwara no Nobutaka, mai mare cu 20 de ani decât ea. Soțul ei a murit în timpul unei epidemii de ciumă. Împreună au avut doi copii: Ben-no-Isuobone și Katako, ce va deveni o poetă apreciată sub numele de Daini-no-Sammi.
Rămasă văduvă, Murasaki Shikibu s-a retras din viața publică și a început să scrie Genji Monogatari pentru a-și reveni după această grea pierdere. 
Murasaki Shikibu a fost doamnă de curte a lui Shioshi, fiica lui Fujiwara no Michinaga. Shioshi s-a căsătorit cu împăratul Ichijo. Un muzeu al lui Genji Monogatari se găsește actualmente în orașul japonez Uji. În epoca Heian femeile nu aveau nume de familie astfel încât numele desemnează o poreclă, de fapt poziția pe care persoana o ocupa la curte.

## Opere
Printre lucrările ei cele mai importante se numără romanul Genji monogatari, cel mai faimos roman japonez și primul roman modern și Murasaki Shikibu nikki ("Jurnalul lui Murasaki Shikibu"), adevărat document memorialistic ce descrie viața literară niponă a acelei epoci.